# Galaktisches Zentrum

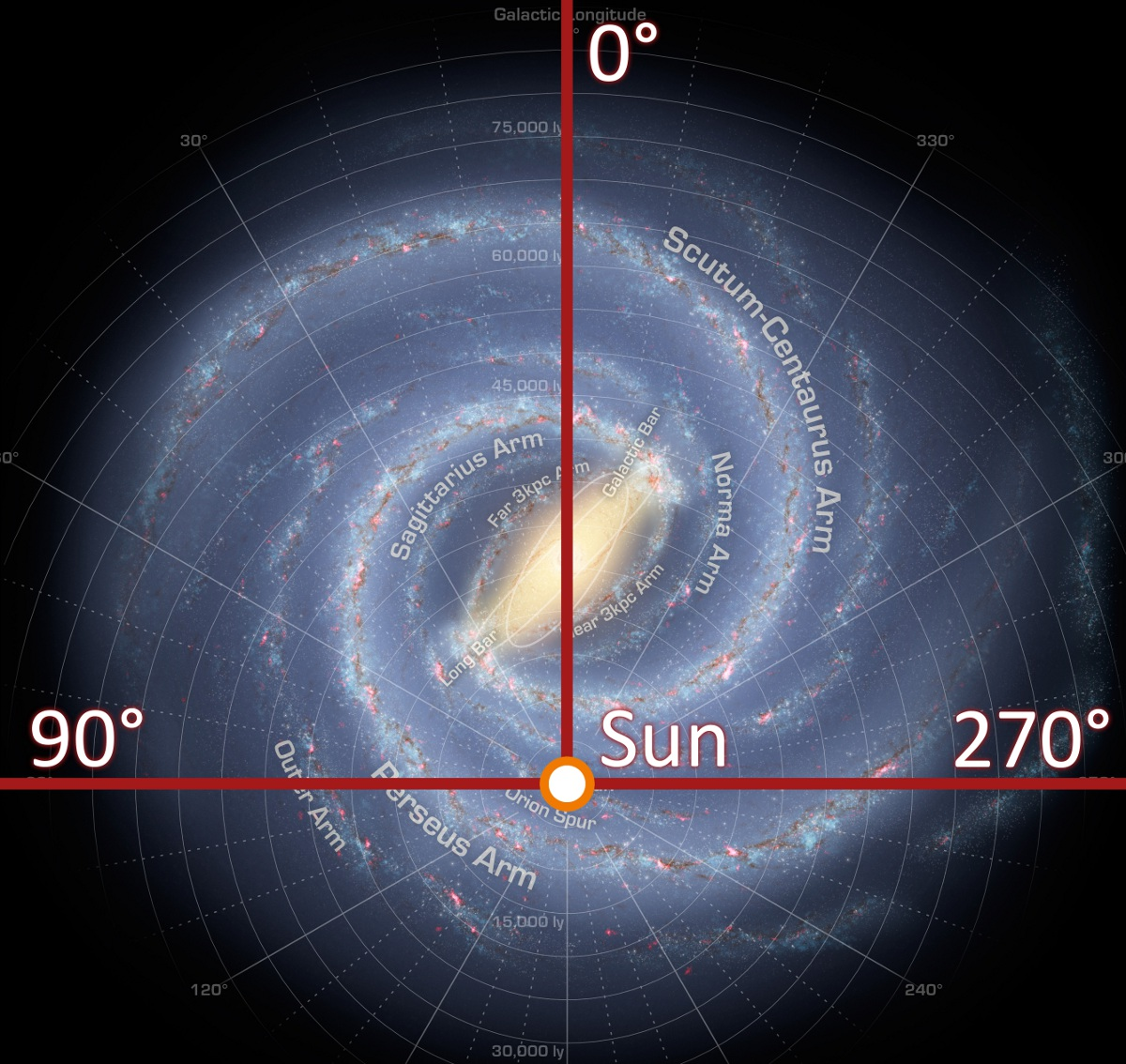
Lage des Sonnensystems in der Galaxis – der Richtung zum galaktischen Zentrum (auf ≈ 0° galaktischer Länge) entspricht eine Blickrichtung zum Sternbild Schütze (Sagittarius), das nur von der Südhalbkugel aus im Zenit zu sehen ist.

Das galaktische Zentrum ist das Baryzentrum der Milchstraße. Von der Erde aus gesehen liegt es im Sternbild Schütze, wo das sichtbare Band der Milchstraße am dichtesten erscheint (Rektaszension α = 17h 46m und Deklination δ = −29° 00′). Das galaktische Zentrum enthält das supermassereiche Schwarze Loch Sagittarius A* mit einer Masse von 4,1 Millionen Sonnenmassen. Die Ausrichtung des galaktischen Koordinatensystems ist (aus historischen Gründen nur näherungsweise) durch die Lage des galaktischen Zentrums bestimmt (galaktische Länge ist hier ≈0°), Nullpunkt des galaktischen Koordinatensystems ist aus praktischen Gründen jedoch die Sonne. Das galaktische Zentrum ist ungefähr 26.700 Lichtjahre entfernt (8,178±0,035 kpc nach den Messungen der Raumsonden Hipparcos und Gaia) und damit nahe genug, um mit modernen Instrumenten die Bewegungen einzelner Sterne untersuchen zu können.
Im Sternbild Fuhrmann, direkt gegenüber dem galaktischen Zentrum, liegt die Region der galaktischen Scheibe mit der geringsten zu beobachtenden Sterndichte – das galaktische Antizentrum.

## Verborgen hinter Dunkelwolken

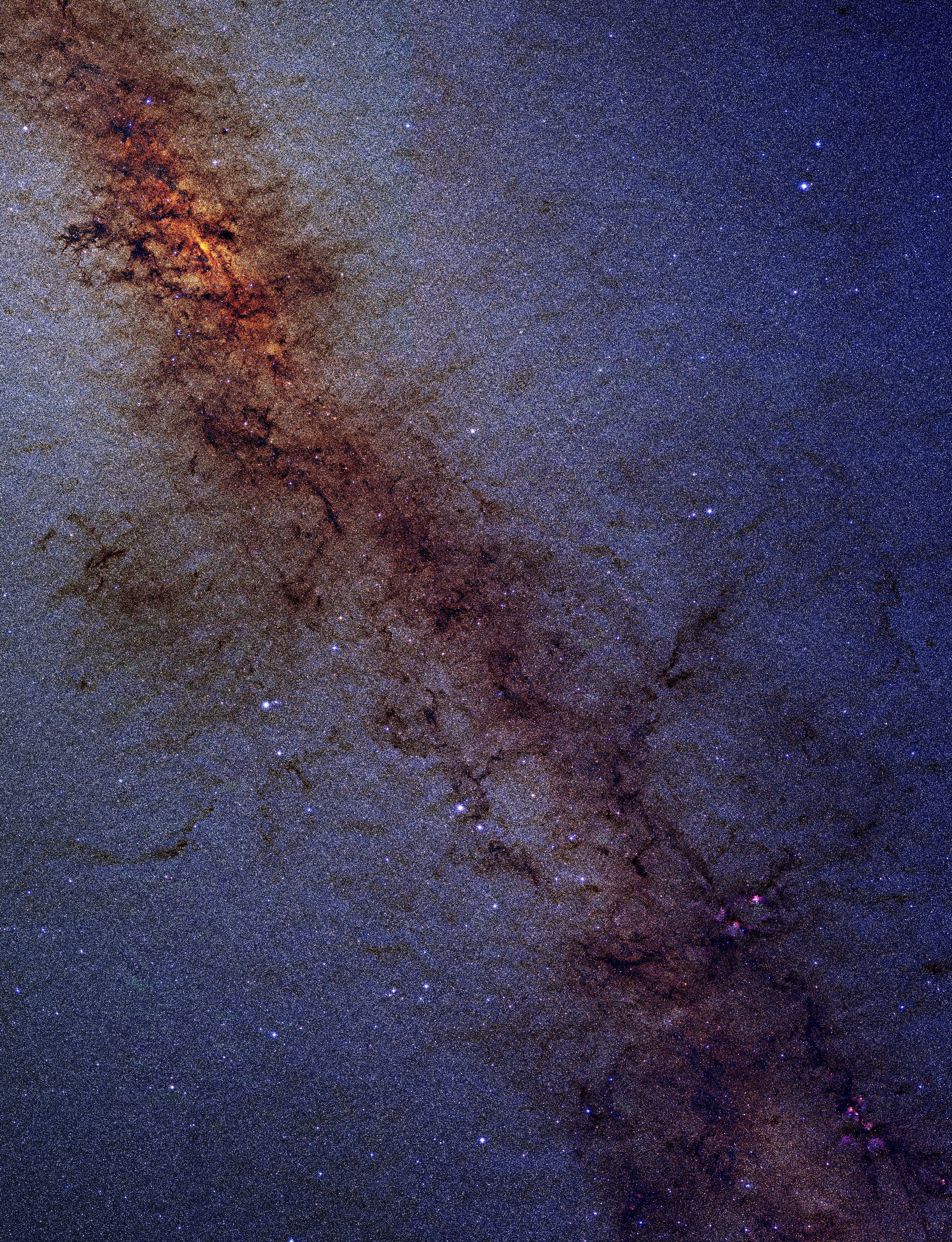
Das galaktische Zentrum (links oben) im infraroten Spektrum, verdeckt von Staubwolken (Aufnahme: 2MASS)

Das Sternbild Schütze (lateinisch sagittarius) enthält zwar besonders viele Sterne und Nebel, das galaktische Zentrum selbst kann jedoch im sichtbaren Licht nicht beobachtet werden, da es von dunklen Staubwolken der interstellaren Materie auf dem Weg zur Erde um etwa 30 Magnituden (Faktor 1012) abgeschwächt wird.
Mit längerwelliger Strahlung wie Infrarotstrahlung und Radiowellen sowie auch mit kürzerwelliger harter Röntgenstrahlung sind jedoch Beobachtungen möglich, da solche Anteile des elektromagnetischen Spektrums wesentlich besser die Bereiche interstellarer Staubwolken durchdringen.
Außerdem ist das galaktische Zentrum der Mittelpunkt der galaktischen Rotation aller im Milchstraßensystem vorhandenen Körper und kann als solches indirekt erschlossen werden.

## Radio-, Infrarot- und Röntgenstrahlung
Schon zu Beginn der Entwicklung der Radioastronomie gelang 1931 Karl Guthe Jansky der Nachweis von Radiostrahlung aus der Richtung des galaktischen Zentrums. Spätere Beobachtungen lösten diese Emission in verschiedene Radioquellen unterschiedlicher Natur auf. Eine dieser Quellen, Sagittarius A (West), ist eine annähernd spiralförmige Struktur ionisierten Gases von etwa 2 pc Größe. Sie ist umgeben von einem Ring kälterer molekularer interstellarer Materie. Innerhalb von Sagittarius A befindet sich die sehr kompakte Radioquelle Sagittarius A*. Diese Quelle bei α = 17h 45m 40,04s und δ = −29° 00′ 28,2″ (J2000.0) liegt im Zentrum der Milchstraße.
Seit den 1960er Jahren wurde mit zunehmender Fortentwicklung der Infrarotastronomie das galaktische Zentrum zu einem ihrer bevorzugten Ziele. Es zeigte sich ein nach innen hin zunehmend dichter werdender Sternhaufen S-star Cluster, dessen Zentrum bei Sagittarius A* liegt. Überraschenderweise sind viele Sterne in den innersten 0,5 pc junge, heiße Sterne. Es ist noch nicht voll verstanden, wie sie unter den dortigen extremen Bedingungen entstehen konnten oder aber während ihrer Lebensdauer von nur wenigen Millionen Jahren dorthin gelangen konnten.
Gegen Ende der 1990er Jahre gelang mit Aufnahmen des Röntgensatelliten Chandra zum ersten Mal auch der Nachweis von Röntgenstrahlung von Sagittarius A*. Frühere Röntgenteleskope hatten zwar schon Emission aus dem Gebiet des galaktischen Zentrums festgestellt, deren Zuordnung wegen schlechterer Winkelauflösung aber nicht geklärt war.

## Zentrales Schwarzes Loch
Supermassereiche Schwarze Löcher werden in der Astronomie als Energiequelle aktiver galaktischer Kerne weitestgehend akzeptiert und heute im Kern jeder hellen elliptischen Galaxie und jedes Bulges einer Spiralgalaxie vermutet. Nötig ist aber zumindest in Einzelfällen der direkte Nachweis der Schwerkraftwirkung des Schwarzen Lochs in einer Art, die andere Erklärungen ausschließt. Das galaktische Zentrum bietet hier den heute vermutlich stärksten Beweis.
Die Eigenschaften der starken Radioquelle Sagittarius A* im Zentrum des Milchstraßensystems sprechen dafür, dass es sich um die Anzeichen eines Schwarzen Lochs handelt. Sgr A* strahlt sehr hell aus einem sehr kleinen Gebiet, was nicht durch andere Arten von Radioquellen zu erklären ist. Dieser Nachweis ist aber noch indirekt. Die geringe Eigenbewegung von Sgr A* – im Wesentlichen sieht man nur die Widerspiegelung des Umlaufs der Sonne um das galaktische Zentrum – deutet auf ein sehr massereiches Objekt hin. Ein Objekt mit geringer Masse sollte sich wie die Sterne im zentralen Sternhaufen sehr rasch am Himmel bewegen, wenn es sich nicht gerade zufällig genau auf die Sonne zubewegt.
Der beste Nachweis für ein Schwarzes Loch kommt aus der Bewegung von Materie unter dem Einfluss seiner Schwerkraft. Schon in den späten 1970er Jahren hatten Charles H. Townes und Mitarbeiter rasche Gasbewegungen im galaktischen Zentrum nachgewiesen. Hier blieben aber noch letzte Zweifel, da Gas auch anderen Kräften als der Schwerkraft unterliegen kann (zum Beispiel durch Magnetfelder oder Sternwinde) und die räumliche Auflösung nicht voll genügte. Seit den 1990er Jahren haben deshalb deutsche und amerikanische Forschergruppen die Bewegung der Sterne des zentralen Sternhaufens mit immer höherer räumlicher Auflösung untersucht. Zur Korrektur der Luftunruhe wurde zunächst Speckle-Interferometrie und dann adaptive Optik eingesetzt. Die Zunahme der Bewegungsgeschwindigkeiten der Sterne in der Nähe der zentralen Masse konnte damit bis unter 0,1 Bogensekunden Abstand verfolgt werden. Astronomen am Max-Planck-Institut für extraterrestrische Physik konnten die Masse dieses Schwarzen Loches mit relativ hoher Genauigkeit auf etwa 4,31 Millionen Sonnenmassen bestimmen. Andere Möglichkeiten als ein Schwarzes Loch, um so viel Masse in ein so kleines Volumen zu packen, wären nicht über das Alter der Milchstraße stabil.
Seit 2001 sind im Röntgen- und Infrarotbereich wiederholt Helligkeitsausbrüche von typischerweise einer bis wenigen Stunden Dauer aus der unmittelbaren Umgebung des Schwarzen Lochs beobachtet worden. Ihr kurzfristiges Flackern enthält – bei nur wenigen Schwarzschildradien Entfernung vom Schwarzen Loch – möglicherweise Information über die Raumzeit.
Astronomen haben Sterne in der Nähe des Schwarzen Lochs im Visier. Die Sterne S2 und  S0-102 haben mit 16 bzw. 11,5 Jahre die kürzeste Umlaufszeit um das galaktische Zentrum. S2 wird seit 2002 beobachtet und auch S0-102 hat man mittlerweile über einen vollen Orbit verfolgt. Zuvor war kein Objekt über einen solch langen Zeitraum so nahe am Zentrum einer Galaxie beobachtet worden, noch war bis dahin irgendein anderes Objekt entdeckt worden, das über mehr als nur einen kleinen Teil seiner vollen Umlaufbahn um das Zentrum der Galaxie hinweg beobachtet werden konnte. Rainer Schoedel vom Max-Planck-Institut für extraterrestrische Physik sieht diese Forschungsergebnisse als Beweis für ein supermassereiches Schwarzes Loch an.
Im Jahr 2011 untersuchten Astronomen des Max-Planck-Instituts für extraterrestrische Physik Bilder des Milchstraßenzentrums im Bereich von 3,8 Mikrometern Wellenlänge. Sie entdeckten eine Gaswolke G2, die sich in Richtung des zentralen Schwarzen Lochs bewegte und dabei durch die Gezeitenkräfte immer weiter auseinandergerissen wurde. Es wurde vermutet, dass Teile des Gases innerhalb der darauffolgenden Jahre abgebremst, durch die Schwerkraft des Schwarzen Lochs angesaugt und hinter dessen Ereignishorizont verschwinden werden. Dies wurde jedoch nicht beobachtet, ebenso wenig wie die erwartete Strahlungsfreisetzung. Stattdessen flog die Gaswolke auf einer stark elliptischen Bahn weiter.
2022 wurden Aufnahmen des zentralen Schwarzen Lochs durch das Event Horizon Telescope veröffentlicht. Sie waren in guter Übereinstimmung mit der schon bekannten Masse des schwarzen Lochs und zeigten, dass dieses rotiert, allerdings ergaben sie noch nicht den Betrag des Drehimpulses. Die Achse war bis auf 30 Grad oder weniger in Richtung Erde geneigt und es gab eine Akkretionsscheibe senkrecht zur Achse.
Neue Berechnungen ergaben einen Kerr Parameter a = 0,90 ± 0,06.